# 40a Divisió (Exèrcit Popular de la República)
La 40a Divisió va ser una de les Divisions de l'Exèrcit Popular de la República que es van organitzar durant la Guerra Civil espanyola sobre la base de les Brigades Mixtes. Va estar formada per forces procedents del Cos de Carrabiners.

## Historial
La divisió va ser creada el 13 d'abril de 1937, al Front de Terol. Va ser formada a partir de forces procedents de milícies i forces de carrabiners de la 87a Brigada Mixta. La divisió inicialment va quedar adscrita a l'«Exèrcit d'operacions de Terol», si bé amb posterioritat la unitat va ser assignada al XIX Cos d'Exèrcit. El desembre de 1937, integrat en el XX Cos d'Exèrcit, va participar en l'ofensiva republicana sobre Terol. Per a llavors es trobava al comandament del tinent coronel de carrabiners Andrés Nieto Carmona. Les brigades 84a i 87a van ser van ser les que van portar el pes de la lluita per conquistar la capital terolenca, després de prendre part en una lluita casa per casa.
Després del final dels combats a Terol la 40a Divisió va ser situada en reserva, integrada al XIX Cos d'Exèrcit, amb les seves forces molt desgastades. Posteriorment va ser integrada en el XVII Cos d'Exèrcit, al costat de les divisions 25a i 65a; va arribar a tenir una destacada intervenció durant la defensa republicana de la «bossa» de Caudiel. Pel seu comportament durant els combats la 40a Divisió va ser condecorada amb la Medalla al Valor. Cap al final de la contesa, al març de 1939, es trobava situada al front de Sogorb.

## Comandaments
Comandants
- Coronel d'infanteria Manuel Valencia García,[10] amb la seva creació, des d'abril de 1937.
- Tinent coronel de carrabiners José María Galán Rodríguez, des d'agost de 1937.
- Tinent coronel de carrabiners Andrés Nieto Carmona, des de desembre de 1937.

Comissari
- Manuel Simarro Quiles, de la JSU;[5]

## Ordre de batalla
| Data               | Cos d'Exèrcit adscrit     | Brigades Mixtes integrades | Front de batalla |
| ------------------ | ------------------------- | -------------------------- | ---------------- |
| Abril-Maig de 1937 | Exèrcit de oper. de Terol | 82a, 84a, 87a              | Terol            |
| Desembre de 1937   | XX Cos d'Exèrcit          | 82a, 84a, 87a              | Terol            |
| Febrer de 1938     | XIX Cos d'Exèrcit         | 87a, 97a, 222a             | Terol            |
| Març de 1938       | XIX Cos d'Exèrcit         | 87a, 222a, 58a i 97a       | Terol-Llevant    |
| Novembre de 1938   | XVII Cos d'Exèrcit        | 87a, 211a, 222a            | Llevant          |